# Ultimate Spider-Man
Ultimate Spider-Man is een stripserie van Marvel Comics met in de hoofdrol Spider-Man. De serie verscheen als eerste in een lijn Ultimate Marvel-titels, waarin personages die al decennia bestonden een gemoderniseerde hervertelling kregen wat betreft oorsprong en geschiedenis. Hoewel Ultimate Spider-Man regelmatig raakvlakken vertoont met de verhalen die vanaf 1961 in Amazing Fantasy en The Amazing Spider-Man verschenen, wijzigt de serie regelmatig mijlpalen en achtergronden van personages uit de oorspronkelijke series en voegt ze eigen verhaallijnen toe.

## Alternatief universum
Ultimate Spider-Man speelt zich af af buiten de normale Marvel-continuïteit, waarin de reguliere serie The Amazing Spider-Man ook bleef verschijnen. Marvel bracht Ultimate in 2000 op de markt in de hoop daarmee een nieuwe generatie lezers aan te spreken. Die konden hiermee in een serie met vertrouwde personages stappen, zonder dat ze tegen onduidelijkheden opliepen door een gebrek aan kennis van gebeurtenissen in duizenden eerdere Spider-Man-uitgaven.
Het hoofdpersonage in de serie is evenals in de oorspronkelijke series Peter Parker, alias Spider-Man. Hij is een tiener die in Queens, New York woont. Door een beet van een genetisch gemanipuleerde spin (in plaats van een radioactieve, zoals oorspronkelijk) krijgt hij superkrachten, waarmee hij na de dood van zijn oom misdaad gaat bevechten als gekostumeerde vigilante. Hij probeert een balans te vinden tussen zijn schoolwerk, zijn privé-leven (met betrekking tot met name zijn vriendin) en zijn leven als superheld. In tegenstelling tot de klassieke Spider-Man-series gebruikt Ultimate Spider-Man vooral genetische manipulatie als plot, in plaats van straling, magie en buitenaardse wezens.
Ultimate Spider-Man begon in 2000 met Spider-Man-veteraan Mark Bagley als tekenaar en Brian Michael Bendis als schrijver. Bagley stopte er na aflevering 111 mee, waarna Stuart Immonen hem opvolgde. De reeks eindigde met aflevering 133, en maakte vervolgens een doorstart in een tweede reeks getiteld Ultimate Comics: Spider-Man. Bendis schreef de gehele serie en bleef ook in de nieuwe titel de schrijver.

## Geschiedenis vanUltimate Spider-Man
Ultimate Spider-Man is de eerste titel die uitkwam in de Ultimate Marvel-lijn. Uitgever Bill Jemas wilde een nieuwe start maken met het Marvel Universum. Hij was van mening dat de strip na 40 jaar steeds minder nieuwe lezers aansprak, omdat het nieuwe publiek niet bekend was met de oudere verhalen en daarmee de historie van de personages. Marvels hoofdredacteur Joe Quesada was sceptisch, omdat een eerdere poging Spider-Man een nieuwe oorsprong te geven (de strip Spider-Man: Chapter One uit 1998) een mislukking was geworden.
Marvel-schrijver David Mack stelde voor om Brian Michael Bendis te vragen voor de serie. Marvel benaderde daarnaast Mark Bagley, die eerder jarenlang The Amazing Spider-Man tekende en aanvankelijk niet geïnteresseerd was in het project. Hij wees het aanbod een paar keer af, maar ging uiteindelijk toch akkoord ging..
- In de eerste verhaallijn, 'Power and Responsibility' (Ultimate Spider-Man #1-7), presenteerde Bendis een nieuwe versie van Spider-Mans oorsprong uit Amazing Fantasy #15. Peter Parker was in dit verhaal minder eenzaam en zijn tante May was hipper en moderner dan haar tegenhanger uit de oorspronkelijke verhalen. De spin die Parker beet werd gewijzigd van een radioactieve in een genetisch gemanipuleerde spin (gelijk aan de eerste film). Waar het originele verhaal uit Amazing Fantasy elf 11 pagina’s lang was, werd dat in Ultimate uitgebreid tot 180 pagina's.

Power and Responsibility werd positief ontvangen door fans en critici en bereikte hoge posities in de maandelijkse verkooplijsten. Dit gaf het Ultimate Marvel-project groen licht om op korte termijn met meerdere titels te komen, in de vorm van Ultimate X-Men, The Ultimates en Ultimate Fantastic Four.
- Het tweede verhaal was "Learning Curve" (Ultimate Spider-Man #8-13), waarin Peter J. Jonah Jameson ontmoette en voor hem ging werken. Maar niet als fotograaf, maar als webpagina ontwerper. Ook vocht Spider-Man in dit verhaal tegen Kingpin en zijn helpers. Reeds in deel #13 vertelde Peter Mary Jane Watson zijn geheim.
- In de Double Trouble verhaallijn (Ultimate Spider-Man #14-21) vocht Spider-Man tegen Dr. Octopus, Justin Hammer en Kraven the Hunter, en ontmoette Gwen Stacy. In "Legacy" (Ultimate Spider-Man #22-27) vocht Peter tegen Norman Osborn, die was veranderd in de monsterlijke Green Goblin.
- In de verhaallijn Venom (Ultimate Spider-Man #33-39) gaf Bendis zijn eigen draai aan het Venom personage, wiens buitenaardse oorsprong uit de standard strips hem niet aanstonden.[3] In plaats daarvan was de Venom uit deze stripserie het resultaat van een mislukt experiment in een laboratorium
- In Irresponsible (Ultimate Spider-Man #40-45) ontmoette Spider-Man de ultimate versies van Storm en Shadowcat, en vocht tegen de eerste unieke Ultimate Spider-Man schurk; een mutant genaamd Geldoff
- De Hollywood-verhaallijn (Ultimate Spider-Man #54-59) was een parodie op de toen nog niet uitgebrachte film Spider-Man 2. In dit verhaal werd een niet geautoriseerde film over Spider-Man, met Dr. Octopus als de schurk, gemaakt. Acteur Tobey Maguire, Bruce Campbell, regisseur Sam Raimi en Avi Arad hadden cameo’s in deze strip.
- In Carnage (Ultimate Spider-Man #60-65) gaf Bendis ook zijn eigen draai aan het Carnage personage. Hij maakte van hem een vampierachtig monster gemaakt uit een bloedmonster van Peter Parker en het Venom Project. Carnage vermoordde Gwen Stacy (in tegenstelling tot de Green Goblin uit de standaard Marvel strips). Dit leverde veel kwade reacties van fans op.
- In Hobgoblin (Ultimate Spider-Man #72-78), vocht Peter tegen Harry Osborn, die net als zijn vader een goblinmonster werd; in zijn geval de Hobgoblin.

Bendis besloot ook een Ultimate versie te doen van de Clone Saga, die in de overige Spider-Man strips voor veel controversiteit zorgde. Een aantal nieuwe personages zouden in deze saga worden geïntroduceerd waaronder Ultimate Spider-Woman, Ultimate Tarantula, en Ultimate Scorpion. Verder kwam er nog een kloon in voor die niet helemaal af was en een verminkt gezicht had, vermoedelijk een referentie naar het personage Kaine. Drie van de klonen stierven: een zwarte zesarmige kloon werd gedood door Dr. Octopus, de verminkte kloon werd doodgeschoten door S.H.I.E.L.D.-agenten en een oudere kloon stierf door versnelde celdegeneratie.
Op 16 augustus 2006 maakte Bagley bekend te stoppen met de serie vanaf deel #110. Hij droeg het stokje symbolisch over aan de nieuwe tekenaar Stuart Immonen door nog de eerste helft van #111 te tekenen, waarna Immonen de tweede helft deed. In 2009, na de verhaallijn Ultimatum, werd de serie stopgezet.

## Videospellen
Op 23 september 2005 kwam het Ultimate Spider-Man videospel uit, het eerste computerspel van Spider-Man gebaseerd op de Ultimate Marvel serie. Het spel focuste op de terugkeer van Venom. Het spel sluit redelijk nauwkeurig aan op de strips, maar is op een aantal punten toch anders.
Ook het spel Spider-Man: Battle for New York is gebaseerd op de Ultimate Marvel strips.